# Герб Тетіївського району
Герб Те́тіївського райо́ну — офіційний символ Тетіївського району Київської області, затверджений рішенням Тетіївської районної ради 12 серпня 2003 р.
Автор герба — Олексій Кохан.

## Опис
Гербовий щит має форму чотирикутника з півколом в основі. У срібному полі на зеленому пагорбі червона фортеця із зеленими земляними валами і відкритою брамою; обабіч надбрамної вежі за мурами дві нижчі червоні вежі; під брамою перехрещені срібні бунчук верхів'ям донизу і кривий східний меч; над бічними вежами по одній червоній восьмипроменевій зірці.
У великому гербі щит увінчаний срібною квіткою калини і обрамлений бронзовим вінком із гілок дуба, ясена та пшеничного колосся.

## Значення символів
Емблемою Тетіївського району є зображення давньоруської фортеці, залишки земляних валів якої збереглися в Тетієві і досі. Відкрита брама фортеці свідчить про щиру гостинність тетіївців. Перед брамою лежать срібні знаки влади переможеного русичами хана Тетія — бунчук і кривий східний меч. Восьмипроменева зірка, як і хрест, є символом перемоги життя над смертю, життя вічного. Одна зірка уособлює перемогу русичів над кочівниками половцями, а друга нагадує про ратні подвиги тетіївців у героїчні козацькі часи. Червоний колір означає хоробрість, мужність, безстрашність; зелений — свободу, достаток і надію; срібло — чистоту і незайманість. На прапорі червона смуга символізує героїзм наших предків, зелена — багату природу краю, срібне поле — сивину століть, давні історичні корені народу, його миролюбність.
Колосся пшениці свідчить про багатовікові хліборобські традиції, а гілки дуба і ясена розповідають про характерну рослинність місцевих лісів.
Герб увінчує срібна квітка калини, що символізує Київську область, до складу якої входить район.